# Sant'Anselmo all'Aventino
Sant'Anselmo all'Aventino är en kyrkobyggnad och diakonia i Rom, helgad åt den helige Anselm av Canterbury. Kyrkan är belägen vid Via di Porta Lavernale på Aventinen i Rione Ripa och tillhör församlingen Santa Prisca.

## Beskrivning
Kyrkan uppfördes i nyromansk stil efter ritningar av arkitekten Francesco Vespignani och konsekrerades av kardinal Mariano Rampolla den 11 november 1900. Kyrkan är treskeppig med absid.
Den nuvarande kardinaldiakonen är sedan 2014 Lorenzo Baldisseri.

## Bilder
| - Innergård. - Högkoret. |